# AMAZONLATERNA
株式会社AMAZONLATERNA（アマゾンラテルナ、英: AMAZONLATERNA Co., Ltd.）は、東京都に本社を置く総合映像制作プロダクション。テレビ番組・映画・その他映像作品の企画製作、配給、非映画コンテンツの劇場配信、ネット配信などを主に手がける。全日本テレビ番組製作社連盟加盟。

## 沿革
2010年4月1日に、テレビ制作会社のアマゾンと、映画制作会社のラテルナが、前年の資本及び業務提携を発展させる形で合併し、設立された。2011年の地上波デジタル移行完了後の、映像業界の変遷にいち早く対応し、既存の映像ジャンルを越えたコンテンツ製作を目指す、としている。2015年、地域発信コンテンツの開発を目指し、鳥取県大山町にブランチオフィスを構える。

## 事業所
- 銀座オフィス: 東京都中央区銀座3丁目10番7号 銀座東和ビル4階
- 千駄ヶ谷オフィス: 東京都渋谷区千駄ヶ谷3丁目50番11号  明星ビル4階
- 鳥取大山オフィス: 鳥取県西伯郡大山町富長159-1

## 役員
- 代表取締役: 與田尚志
- 取締役会長: 倉内均
- 代表取締役社長: 松田信之

## 主な制作作品
ドラマ、バラエティ、ドキュメンタリーと、幅広いジャンルのコンテンツを扱うが、特に、知的娯楽番組や教養バラエティが多い。なかでも、歴史番組とサブカルチャー番組を得意としている。近年では、NHKの番組を手がけることが多い。大山オフィスを中心に、地方活性化の取り組みに積極的。また、劇場配信業務部門を持ち、ODS（非映画デジタルコンテンツ）事業も展開している。
アマゾンラテルナ設立後の主な制作作品は以下の通り。合併以前の作品は、アマゾン、ラテルナそれぞれを参照のこと。

### テレビ番組

#### レギュラー・シリーズ番組
地上波
- 所さん!大変ですよ（NHK総合）
- 歴史探偵（NHK総合）
- BENTO EXPO（NHK総合／NHKワールド）
- あさイチ（NHK総合）
- 日本最強の城スペシャル（NHK総合）
- ミステリアス古墳スペシャル（NHK総合）
- ＃声優ぷらす（NHK総合）
- 妄想ニホン料理（NHK総合）
- ごごナマ（NHK総合）
- 天才てれびくん・シリーズ（NHK Eテレ）
- 沼にハマってきいてみた（NHK Eテレ）
- まる得マガジン（NHK Eテレ）
- 趣味どきっ!（NHK Eテレ）
- ＃ジューダイ（NHK Eテレ）
- 出川哲朗のクイズほぉ～スクール（NHK Eテレ）

衛星波
- 美の壺（NHK BSプレミアム）
- 絶対行きたくなる!ニッポン不滅の名城（NHK BSプレミアム）
- ダークサイドミステリー（NHK BSプレミアム）
- お宝を掘り当てろ!アンティーク鑑定旅（NHK BSプレミアム）
- 全○○大投票・シリーズ（「発表!全ガンダム大投票」ほか）（NHK BSプレミアム）
- 歴史秘話アニメヒストリア・シリーズ（「歴史秘話ガンダムヒストリア」ほか）（NHK BSプレミアム／NHK総合）
- 風雲!大歴史実験 - ウェイバックマシン（2016年3月18日アーカイブ分）（NHK BSプレミアム）
- 極上!スイーツ・マジック（NHK BSプレミアム）
- 偉人たちの健康診断（NHK BSプレミアム）
- ザ・プロファイラー〜夢と野望の人生〜（NHK BSプレミアム）
- あけおめ！声優大集合（NHK BSプレミアム）
- ねこ自慢（BS-TBS）
- 高島礼子が家宝探訪　蔵の中には何がある？（BS-TBS）

CATV
- 大山チャンネル

#### 近年制作された特別番組
- リップル～もしも○○が起こるとしたら？（NHK総合）
- 超体感!ニッポン創世　神々の道をたどる～出雲・日向　神秘と絶景の参詣道～（NHK総合）
- ガンダムを動かせ!〜夢に挑んだエンジニアたち（NHK総合）
- スパイス香る!カレー聖地巡礼〜リモート大作戦〜（NHK総合）
- アファンの森よ永遠に ～Ｃ.W.ニコルからのメッセージ～（NHK総合）
- 歴史秘話エヴァンゲリオンヒストリア（NHK総合／BSプレミアム）
- 響き合う美 佐竹本三十六歌仙絵（NHK総合）
- スペシャルライブ 大迫力!長岡の大花火（NHK総合／BSプレミアム）
- アートではじける!子どもの力（NHK Eテレ）
- 私のアニメ語り（NHK Eテレ）
- NHK全国短歌大会 NHK全国俳句大会（NHK Eテレ）
- BS1スペシャル・にっぽんディープ紀行“昭和”を探して～キャバレー、遊郭 その周辺～（NHK BS1）
- BS1スペシャル・絶対監督主義〜シネマラボ押井守たちの挑戦～（NHK BS1）
- Mothers of Change／テロリストの母たち【国際共同制作】（NHK BS1）
- 偉人たちの大臨終スペシャル（NHK BSプレミアム）
- 生中継 闇と炎の秘儀 お水取り 〜奈良・東大寺修二会〜（NHK BSプレミアム）
- 全美少女戦士セーラームーンアニメ大投票（NHK BSプレミアム）
- 名画の暗号 ～ゴッホと北斎のミステリー（NHK BSプレミアム）
- ニッポンアニメ100（NHK BSプレミアム）
- プレミアムドラマ プラトニック（NHK BSプレミアム）
- レアめし（NHK BSプレミアム）
- 悪女伝説（NHK BSプレミアム）
- J-Trip Plan（NHKワールド）
- 藤原紀香と巡る奇跡のリアリズム 写実絵画最前線（BSフジ）
- ノンフィクションW 映画「仁義なき戦い」を書いた男（WOWOW）[3]

#### 終了した主なレギュラー・シリーズ番組
- MAG・ネット（NHK総合）
- 天才てれびくんYOU（NHK Eテレ）
- Let's天才てれびくん（NHK Eテレ）
- どちゃもん あさめしまえ（NHK Eテレ）
- AniMaGa アニマゲー（毎日放送）
- 韓タメ!POP（フジテレビ）
- 韓タメ!DX（フジテレビ）
- ばら・す（フジテレビ）
- 真夜中のニャーゴ（フジテレビ）
- すけっち（テレビ東京）
- すなっぷ（テレビ東京）
- 佐藤隆太の地球元気!（テレビ東京）
- 青春!Live Channel（テレビ東京）
- 水曜ミステリー9 介護ヘルパー紫雨子の事件簿 青い鳥を待つ女（テレビ東京）
- ジョージ・ポットマンの平成史（テレビ東京）
- マクロス超時空ゼミナール!!（MXテレビ／BS11）
- 地球アゴラ（NHK BS1）
- アジア・ミュージック・ネットワーク（NHK BS1／NHKワールド）
- TOKYOディープ!（NHK BSプレミアム）
- 日めくりタイムトラベル（NHK BS2）
- このマンガいいね!BSオススメ夜話（NHK BSプレミアム）
- ザ☆ネットスター!（NHK BS2)
- アニメギガ（NHK BS2)
- 熱中スタジアム（NHK BS2）
- BS熱中夜話（NHK BS2)
- BSアニメ夜話（NHK BS2)
- 石井竜也のショータイム（NHK BS2）
- 歌謡ロマン（NHK BS2）
- AmazingVoice 驚異の歌声（NHK BS2）
- 100年インタビュー（NHK BS2）
- つぶやきトラベラー（NHK BS2）
- 高島礼子・日本の古都〜絶景に歴史あり（BS-TBS）
- 関口宏ニッポン風土記（BS-TBS）
- 大人THEライブ（CS日テレ）
- ICORP時空間秩序プロジェクト 生命システムの謎に迫る（サイエンスチャンネル）
- ロックンロールが降ってきた日（スペースシャワーTV）
- 声優生電話（NOTTV）
- アニ充（NOTTV）
- ボーカロイドステージ（NOTTV）
- 吉田尚記がアニメで企んでる（NOTTV）

### 映画
- KG カラテガール
- サルベージ・マイス
- 道〜白磁の人〜
- TOURNAMENT
- 放課後ミッドナイターズ
- 009 RE:CYBORG
- トーナメント 特別篇

### その他
- 九州国立博物館展示映像（8K）
- 千体仏の小宇宙〜京都・三十三間堂〜（8K試験放送、展示映像）
- 食と農の景勝地（国際放送、Webコンテンツ）
- 放送大学 放送コンテンツ